# Melikkasymly
Melikkasymly är en ort i Azerbajdzjan.   Den ligger i distriktet Cəlilabad Rayonu, i den södra delen av landet, 190 km sydväst om huvudstaden Baku. Melikkasymly ligger 391 meter över havet och antalet invånare är 1 707.
Terrängen runt Melikkasymly är lite kuperad. Närmaste större samhälle är Yarlı, 5,6 km öster om Melikkasymly.
Trakten runt Melikkasymly består till största delen av jordbruksmark. Runt Melikkasymly är det ganska tätbefolkat, med 104 invånare per kvadratkilometer.